# Рубен Севак

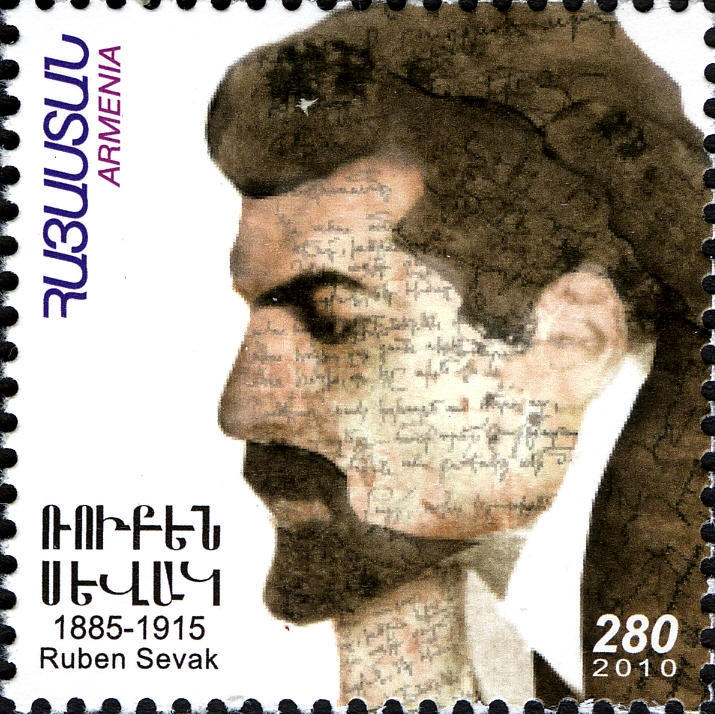
Рубен Севак, марка Вірменії 2011 р.

Рубен Севак (справжнє ім'я Чилінгірян Рубен; 15 лютого 1885, Сіліврі, Османська імперія — 26 серпня 1915, Сирійська пустеля, Туреччина) — вірменський поет, прозаїк, перекладач, родом із Західної Вірменії.

## Життєпис
Народився у селі Сіліврі поблизу Константинополя в родині ремісника-торговця. Навчався в місцевій школі, пізніше — в семінарії Перперян (Константинополь). 1911 року закінчив медичний факультет Лозаннського університету (Швейцарія), працював у лікарні в Лозанні. 1914 року разом з родиною повернувся до Константинополя. Через рік почався геноцид вірмен, жертвою якого став Севак: 24 квітня за наказом турецької влади в числі понад 250 представників вірменської інтелігенції його заарештували і вислали углиб Османської Туреччини — в Сирійську пустелю, де 26 серпня того ж року був убитий.

## Творчість
Рубен Севак почав писати від 1905 року. Його єдина прижиттєва поетична збірка — «Червона книга», побачила світ 1910 року. Збірка присвячена національним лихам вірмен (поеми «Безумець погромів», «Туркеня») і соціально-філософських проблем (поема «Пісня про людину»). У періодичній пресі опубліковано окремі вірші зі збірок, що залишилися в рукописах, «Книга любові», «Останні вірмени», «Хаос». У віршах Рубена Севака розкрито тогочасні соціальні суперечності. Він змальовував життя і боротьбу європейських робітників («Червоний прапор», «Цей ніж», «Двірник»). Автор циклу оповідань «Сторінки, вирвані з щоденника лікаря» (1913—1914).
Відомі також віршовані цикли «Хаос», «Останні з вірмен», «Книга любові». Писав прозу, перекладав Гейне, Леконта де Ліля та ін.